# Pilea clandestina
Pilea clandestina är en nässelväxtart som beskrevs av Hugh Algernon Weddell. Pilea clandestina ingår i släktet pileor, och familjen nässelväxter. Inga underarter finns listade i Catalogue of Life.